# Cirolana stenoura
Cirolana stenoura is een pissebed uit de familie Cirolanidae. De wetenschappelijke naam van de soort is voor het eerst geldig gepubliceerd in 1986 door Bruce.